# Разяпов Ільфат Султанович
Разяпов Ільфат Султанович (рос. Разяпов Ильфат Султанович; 23 листопада 1975, Гафурійський район, Башкортостан) — російський боксер, призер чемпіонатів світу та Європи серед аматорів.

## Аматорська кар'єра
На чемпіонаті світу 1997 став срібним призером.
- В 1/16 фіналу переміг Юліяна Строгова (Болгарія) — 5-2
- В 1/8 фіналу переміг Арлана Леріо (Філіппіни) — 16-7
- У чвертьфіналі переміг Карміне Моларо (Італія) — 9-5
- У півфіналі переміг Булата Жумаділова (Казахстан) — 16-10
- У фіналі програв Мануелю Мантілья (Куба) — 3-18

На чемпіонаті Європи 1998 став срібним призером.
- В 1/8 фіналу переміг Вальдемара Кукеряну (Румунія) — 9-3
- У чвертьфіналі переміг Ігоря Самойленко (Молдова) — 7-2
- У півфіналі переміг Вахтанга Дарчиняна (Вірменія) — 6-2
- У фіналі програв Володимиру Сидоренко (Україна) — 0-5

На Олімпійських іграх 2000 програв у першому бою Вахтангу Дарчиняну (Вірменія) — 11-20.